# Abraham Aguilera Bravo
Abraham Aguilera Bravo SDB (* 25. Februar 1884 in Esmeralda de Colina; † 30. April 1933) war ein chilenischer Ordensgeistlicher und römisch-katholischer Bischof von San Carlos de Ancud.

## Leben
Aguilera Bravo empfing am 1. November 1908 die Priesterweihe.
Am 22. Dezember 1916 ernannte ihn Papst Benedikt XV. zum Titularbischof von Issus und zum Apostolischen Vikar von Magallanes-Islas Malvinas. Die Bischofsweihe spendete ihm der Apostolische Nuntius in Chile, Erzbischof Sebastiano Nicotra, am 20. Mai 1917. Mitkonsekratoren waren der Bischof von Concepción, Luis Enrique Izquierdo Vargas, und der Apostolische Administrator von Valparaíso, Eduardo Gimpert Paut. Am 5. Juli desselben Jahres wurde er dann in sein Amt eingeführt. Am 24. Oktober 1924 ernannte ihn Papst Pius XI. zum Bischof von San Carlos de Ancud; die Amtseinführung fand am 26. April 1925 statt.